# Liste der Baudenkmäler in Rohr in Niederbayern
Auf dieser Seite sind die Baudenkmäler in dem niederbayerischen Markt Rohr in Niederbayern zusammengestellt. Diese Tabelle ist eine Teilliste der Liste der Baudenkmäler in Bayern. Grundlage ist die Bayerische Denkmalliste, die auf Basis des Bayerischen Denkmalschutzgesetzes vom 1. Oktober 1973 erstmals erstellt wurde und seither durch das Bayerische Landesamt für Denkmalpflege geführt wird. Die folgenden Angaben ersetzen nicht die rechtsverbindliche Auskunft der Denkmalschutzbehörde.

## Baudenkmäler nach Ortsteilen

### Rohr
| Lage                                                         | Objekt                                                                                              | Beschreibung | Akten-Nr.     | Bild |
| ------------------------------------------------------------ | --------------------------------------------------------------------------------------------------- | --- | ------------- | --- |
| Abt-Dominik-Prokop-Platz 3 (Standort)                        | Katholische Pfarr- und Klosterkirche Mariä Himmelfahrt, ehemalige Augustinerchorherren-Stiftskirche | Barocke Anlage mit Seitenkapellen und Querarmen, 1717–22 von Egid Quirin Asam erbaut, Turm romanisch, Aufbau 1696; mit Ausstattung Friedhof mit Ummauerung, Seelenkapelle, 1747                             | D-2-73-165-2  | weitere Bilder |
| Asamstraße (bei Nr. 42) (Standort)                           | Marienkapelle                                                                                       | Als Lourdeskapelle ausgestattet, 19. Jahrhundert | D-2-73-165-6  | [[Vorlage:Bilderwunsch/code!/C:48.766247531558,11.972109675407!/D:Asamstraße (bei Nr. 42), Marienkapelle!/\|BW]]                                               |
| Asamstraße 1 (Standort)                                      | Ehemaliges Klostergasthaus                                                                          | Langgestreckter Giebelbau mit Schweifgiebel, 1738 | D-2-73-165-1  | Ehemaliges Klostergasthaus |
| Asamstraße 7 (Standort)                                      | Klostergebäude, ehemaliges Augustinerchorherrenstift, jetzt Gymnasium                               | Mit historischer Ausstattung Ostflügel von 1760 mit Teilen um 1730 Verbindungstrakt zum Chor der Kirche, 1750 Westflügel, 1750 Zwischenflügel, 18. Jahrhundert mit frühgotischen Bauteilen (Südflügel 1970) | D-2-73-165-3  | weitere Bilder |
| Hauptstraße 14 (Standort)                                    | Bauernhaus                                                                                          | Traufseitig, mit Steilsatteldach, 17./18. Jahrhundert | D-2-73-165-7  | BW |
| Hauptstraße 19 (Standort)                                    | Wohnhaus einer geschlossenen Dreiseitanlage                                                         | Mit Steilsatteldach, Ende 18./Anfang 19. Jahrhundert Hoftor, gleichzeitig | D-2-73-165-8  | BW |
| Hauptstraße 21 (Standort)                                    | Gasthaus Post                                                                                       | Traufseitbau mit Steilsatteldach, 18./19. Jahrhundert | D-2-73-165-9  | BW |
| Hauptstraße 22 (Standort)                                    | Zugehörige Figur des Heiligen Johann Nepomuk                                                        | Barock, in hölzerner Nische | D-2-73-165-10 | BW |
| Hauptstraße 46 (Standort)                                    | Bauernhaus                                                                                          | Obergeschoss in Blockbauweise, verputzt, mit Laube und Steilsatteldach, 18. Jahrhundert | D-2-73-165-12 | BW |
| Hauptstraße 51 (Standort)                                    | Wohnhaus                                                                                            | Mit Mansarddach, 18. Jahrhundert | D-2-73-165-13 | BW |
| Lorettostraße (Standort)                                     | Lorettokapelle Unsere Liebe Frau                                                                    | Zweite Hälfte 17. Jahrhundert; mit Ausstattung Anstoßende Klause, erbaut 1735 | D-2-73-165-14 | weitere Bilder |
| Marienplatz (Standort)                                       | Mariensäule                                                                                         | Nach 1871 | D-2-73-165-15 | BW |
| Pfarrgasse 7 (Standort)                                      | Kleinbauernhaus                                                                                     | Traufseite in Blockbauweise, Greddach, erste Hälfte 19. Jahrhundert | D-2-73-165-16 | BW |
| Römerstraße (an der Ecke zur Wildenberger Straße) (Standort) | Gedenkstein zur Erinnerung an König Max II.                                                         | Bezeichnet „1856“ | D-2-73-165-17 | [[Vorlage:Bilderwunsch/code!/C:48.7683653,11.9689895!/D:Römerstraße (an der Ecke zur Wildenberger Straße), Gedenkstein zur Erinnerung an König Max II.!/\|BW]] |

### Alzhausen
| Lage                              | Objekt                | Beschreibung | Akten-Nr.     | Bild           |
| --------------------------------- | --------------------- | --- | ------------- | -------------- |
| Laaberberger Straße 10 (Standort) | Säulenbildstock       | Dreiseitig mit Reliefs Kreuzigung, Haupt Christi mit Dornenkrone und hl. Stephanus, um 1490, dreiseitiges Postament, bezeichnet „1837“ | D-2-73-165-22 | weitere Bilder |
| Rottenburger Straße 3 (Standort)  | Eingemauertes Epitaph | Zweiteilig mit Profilrahmung, oben Halbfigurenrelief des Rohrer Propstes Johannes Holnstainer (1589–1630), wohl 1630er Jahre, unten Inschrift der Grabplatte für den Rohrer Propst Augustin Pauhofer, gestorben 1695, bezeichnet mit „1695“; am ehemaligen Bauernhaus, eingemauert | D-2-73-165-21 | BW             |

### Bachl
| Lage                     | Objekt  | Beschreibung | Akten-Nr.     | Bild    |
| ------------------------ | ------- | --- | ------------- | ------- |
| Kapellenweg 1 (Standort) | Kapelle | Rechteckbau mit Satteldach und Lisenengliederung, Giebelreiter nach Südosten mit Schweifgiebel und Geläut, wohl 17. Jahrhundert; mit Ausstattung | D-2-73-165-23 | Kapelle |

### Helchenbach
| Lage                                      | Objekt                               | Beschreibung | Akten-Nr.     | Bild           |
| ----------------------------------------- | ------------------------------------ | --- | ------------- | -------------- |
| Helchenbach 10 (Standort)                 | Bauernhaus                           | Erdgeschossig, mit Greddach, wohl erste Hälfte 19. Jahrhundert | D-2-73-165-25 | BW             |
| Helchenbach 22 (Standort)                 | Filialkirche St. Florian             | Saalkirche mit Steildach und eingezogenem, fünfseitig geschlossenem Chor, Flankenturm nach Norden mit Zwiebelhaube, neobarock, 1910, Chorerweiterung 1954; mit Ausstattung | D-2-73-165-24 | weitere Bilder |
| Helchenbach 27; Helchenbach 35 (Standort) | Große Hofanlage, ehemaliges Gasthaus | Satteldachbau, 18./19. Jahrhundert, mit klassizistischem Ausleger; Wirtschaftsgebäude längs zur Straße, frühes 19. Jahrhundert Wirtschaftsgebäude im Hof, 19. Jahrhundert  | D-2-73-165-27 | BW             |

### Laaber
| Lage                           | Objekt              | Beschreibung | Akten-Nr.     | Bild           |
| ------------------------------ | ------------------- | --- | ------------- | -------------- |
| Adlhauser Straße (Standort)    | Ehemaliges Gasthaus | zweigeschossiger Satteldachbau mit Segmentbogenfenstern im Erdgeschoss, 18. Jahrhundert; anschließend Stall, eingeschossiger Greddachbau, 18./19. Jahrhundert | D-2-73-165-29 | BW             |
| Adlhauser Straße 10 (Standort) | Kirche St. Stephan  | Spätgotische Saalkirche mit Steildach und dreiseitig geschlossenem Chor, wuchtiger Flankenturm nach Süden mit spitzbogigen Blenden, Pilastrierungen und Spitzhelm, spätgotisch, barocker Ausbau um 1700/10, Spitzhelm wohl erste Hälfte 19. Jahrhundert; mit Ausstattung | D-2-73-165-28 | weitere Bilder |

### Laaberberg
| Lage                      | Objekt                     | Beschreibung | Akten-Nr.     | Bild                |
| ------------------------- | -------------------------- | --- | ------------- | ------------------- |
| Kirchweg 9 (Standort)     | Pfarrkirche Mariä Opferung | Saalkirche mit Satteldach und wenig eingezogener, halbrunder Chorapsis, Flankenturm nach Norden mit Zwiebelhaube, barock, 1711, Turmunterbau spätmittelalterlich; mit Ausstattung | D-2-73-165-30 | weitere Bilder      |
| Schulstraße 10 (Standort) | Ehemaliger Pfarrhof        | Zweigeschossiger Walmdachbau, über dem Westeingang Steintafel mit bayerischer Königskrone und Initialen König Max I. Joseph, klassizistisch, bezeichnet „1808“                    | D-2-73-165-31 | Ehemaliger Pfarrhof |

### Oberbuch
| Lage                  | Objekt             | Beschreibung | Akten-Nr.     | Bild           |
| --------------------- | ------------------ | --- | ------------- | -------------- |
| Oberbuch 3 (Standort) | Kirche St. Ägidius | Saalkirche mit Satteldach und dreiseitig geschlossenem Chor, Westturm mit Oktogon und Zwiebelhaube, 1730; mit Ausstattung Erhaltene Teile der Friedhofsmauer, Bruchstein, 18./19. Jahrhundert | D-2-73-165-32 | weitere Bilder |

### Obereulenbach
| Lage                            | Objekt               | Beschreibung | Akten-Nr.     | Bild           |
| ------------------------------- | -------------------- | --- | ------------- | -------------- |
| In Obereulenbach (Standort)     | Bauernhaus           | Erdgeschossig mit Greddach, um Mitte 19. Jahrhundert | D-2-73-165-38 | BW             |
| Obereulenbach 8 (Standort)      | Bauernhaus           | Erdgeschossig, mit Greddach und Zwerchgiebel, Mitte 19. Jahrhundert | D-2-73-165-35 | BW             |
| Obereulenbach 13 (Standort)     | Bauernhaus           | Erdgeschossig, mit Greddach, Ende 18./Anfang 19. Jahrhundert | D-2-73-165-36 | BW             |
| Obereulenbach 16 1/2 (Standort) | Altes Schulhaus      | Abgewinkelter Walmdach-Bau mit Schweifgiebel-Fassade, 1908/09 | D-2-73-165-43 | BW             |
| Obereulenbach 37 (Standort)     | Ehemaliger Pfarrhof  | zweigeschossiger Walmdachbau mit Segmentbogenfenstern und Putzstreifengliederung, bezeichnet mit „1852“; Nebengebäude, eingeschossiger Massivbau mit Halbwalmdach und Putzstreifengliederung, Mitte 19. Jahrhundert                                     | D-2-73-165-34 | BW             |
| Obereulenbach 37 1/2 (Standort) | Kirche St. Sebastian | Saalkirche mit Steildach und eingezogenem, fünfseitig geschlossenem Chor, Flankenturm nach Norden mit Zwiebelhaube, spätgotisch, barocker Ausbau 1712, Turmobergeschoss 1740/50, Verlängerung des Langhauses nach Westen, wohl um 1900; mit Ausstattung | D-2-73-165-33 | weitere Bilder |

### Obergrünbach
| Lage                      | Objekt     | Beschreibung | Akten-Nr.     | Bild |
| ------------------------- | ---------- | --- | ------------- | ---- |
| Obergrünbach 2 (Standort) | Hofkapelle | Rechteckbau mit Steildach und eingezogenem, fünfseitig geschlossenem Chor, Dachreiter mit Spitzhelm, neugotisch, 1878; mit Ausstattung, 1986 renoviert | D-2-73-165-42 | BW   |

### Sallingberg
| Lage                      | Objekt                   | Beschreibung | Akten-Nr.     | Bild           |
| ------------------------- | ------------------------ | --- | ------------- | -------------- |
| Am Kirchberg 5 (Standort) | Filialkirche St. Michael | Saalkirche mit Steildach und leicht eingezogener, segmentförmiger Chorapsis nach Westen, Ostturm mit Pilastrierung und Zwiebelhaube, im Kern mittelalterlich, Turmaufbau und Langhauserweiterung, 1738; mit Ausstattung Seelenkapelle, kleiner Satteldachbau an der Nordseite des Langhauses, wohl 18. Jahrhundert Teile der Friedhofsmauer im Süden, mit Strebepfeilern, wohl 18./19. Jahrhundert | D-2-73-165-40 | weitere Bilder |

### Scheuern
| Lage                  | Objekt                            | Beschreibung                                                                   | Akten-Nr.     | Bild |
| --------------------- | --------------------------------- | ------------------------------------------------------------------------------ | ------------- | ---- |
| Scheuern 7 (Standort) | Wohnstallhaus eines Dreiseithofes | Erdgeschossig, mit Greddach und Putzbandgliederungen, um Mitte 19. Jahrhundert | D-2-73-165-41 | BW   |

## Ehemalige Baudenkmäler
In diesem Abschnitt sind Objekte aufgeführt, die früher einmal in der Denkmalliste eingetragen waren, jetzt aber nicht mehr. Objekte, die in anderem Zusammenhang also z. B. als Teil eines Baudenkmals weiter eingetragen sind, sollen hier nicht aufgeführt werden. Aktennummern in diesem Abschnitt sind ehemalige, jetzt nicht mehr gültige Aktennummern.

| Lage                                  | Objekt          | Beschreibung                                   | Akten-Nr.     | Bild |
| ------------------------------------- | --------------- | ---------------------------------------------- | ------------- | ---- |
| Rohr Rohrbachweg 5 (Standort)         | Kleinbauernhaus | Mit Steilsatteldach, wohl noch 18. Jahrhundert | D-2-73-165-18 | BW   |
| Rohr Rohrbachweg 7 (Standort)         | Kleinbauernhaus | Mit Steilsatteldach, wohl noch 18. Jahrhundert | D-2-73-165-19 | BW   |
| Rohr beim Dampfgüt (Standort)         | Säulenbildstock | Errichtet 1470/80                              | D-2-73-165-20 | BW   |
| Helchenbach Helchenbach 11 (Standort) | Bauernhaus      | Erdgeschossig, mit Greddach, 18. Jahrhundert   | D-2-73-165-26 | BW   |
| Reichenroith (Standort)               | Wegkreuz        | Bezeichnet mit „1846“                          | D-2-73-165-39 | BW   |

## Abgegangene Baudenkmäler
In diesem Abschnitt sind Objekte aufgeführt, die früher einmal in der Denkmalliste eingetragen waren, jetzt aber nicht mehr existieren, z. B. weil sie abgebrochen wurden. Aktennummern in diesem Abschnitt sind ehemalige, jetzt nicht mehr gültige Aktennummern.

| Lage                           | Objekt                                  | Beschreibung                                                                                         | Akten-Nr.     | Bild |
| ------------------------------ | --------------------------------------- | --- | ------------- | ---- |
| Rohr Hauptstraße 42 (Standort) | Bauernhaus                              | Erdgeschossig, mit Steilsatteldach und Zwerchgiebel, um Mitte 19. Jahrhundert                        | D-2-73-165-11 | BW   |
| Stocka Stocka 1 (Standort)     | Gut Stocka; Wohnstallhaus der Hofanlage | Mächtiger Mauerwerksbau, mit südlichem Zwerchhaus, um 1850, im Kern teilweise spätes 18. Jahrhundert | D-2-73-165-44 | BW   |